# 啓徳駅
啓徳駅（カイタックえき、けいとくえき）は香港九龍九龍城区啓徳再開発区（元啓徳空港跡地）にある、香港鉄路（MTR）屯馬線の駅である。

## 歴史
- 2020年2月14日 - 開業。

## 駅構造

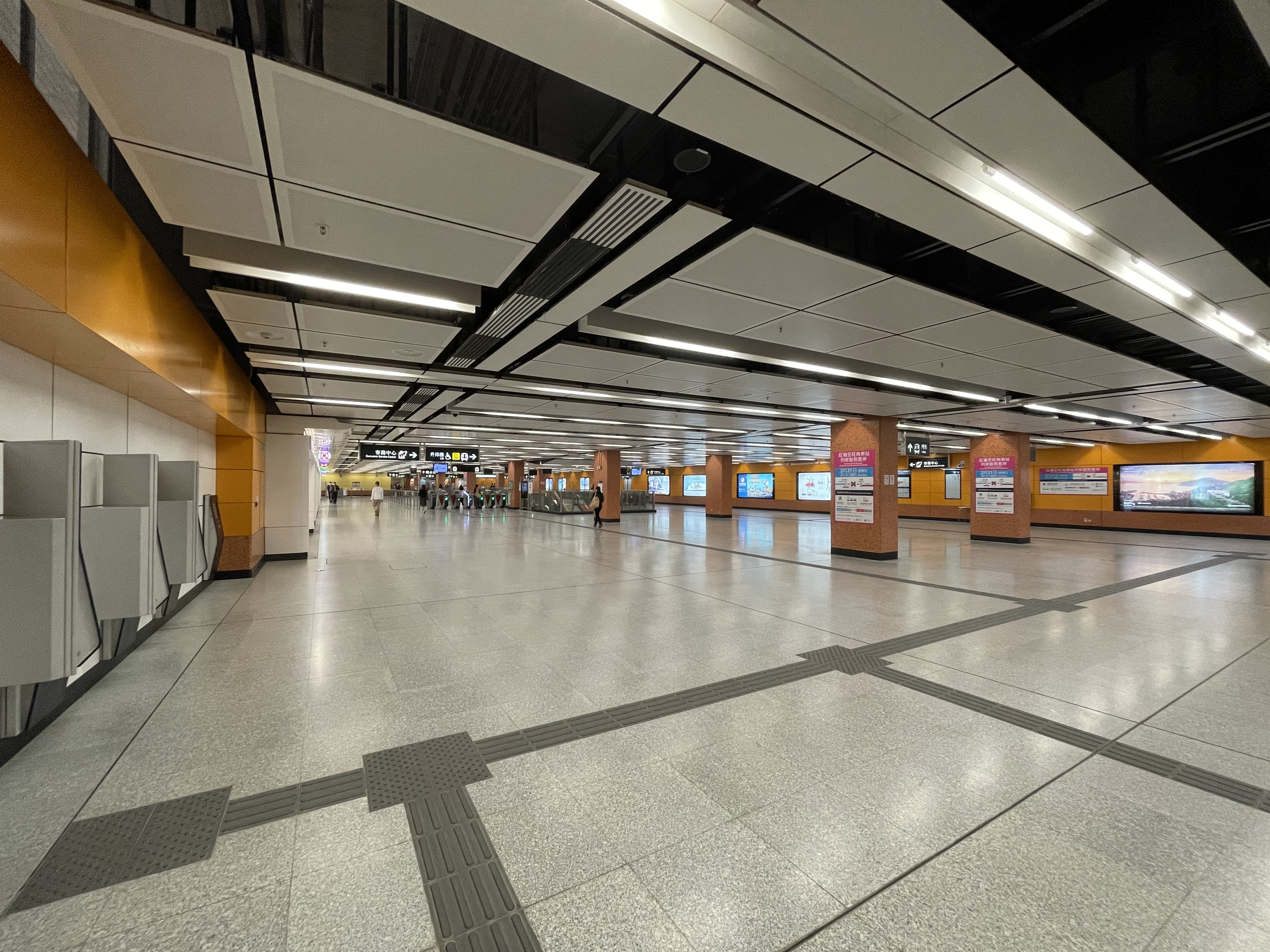
改札階コンコース

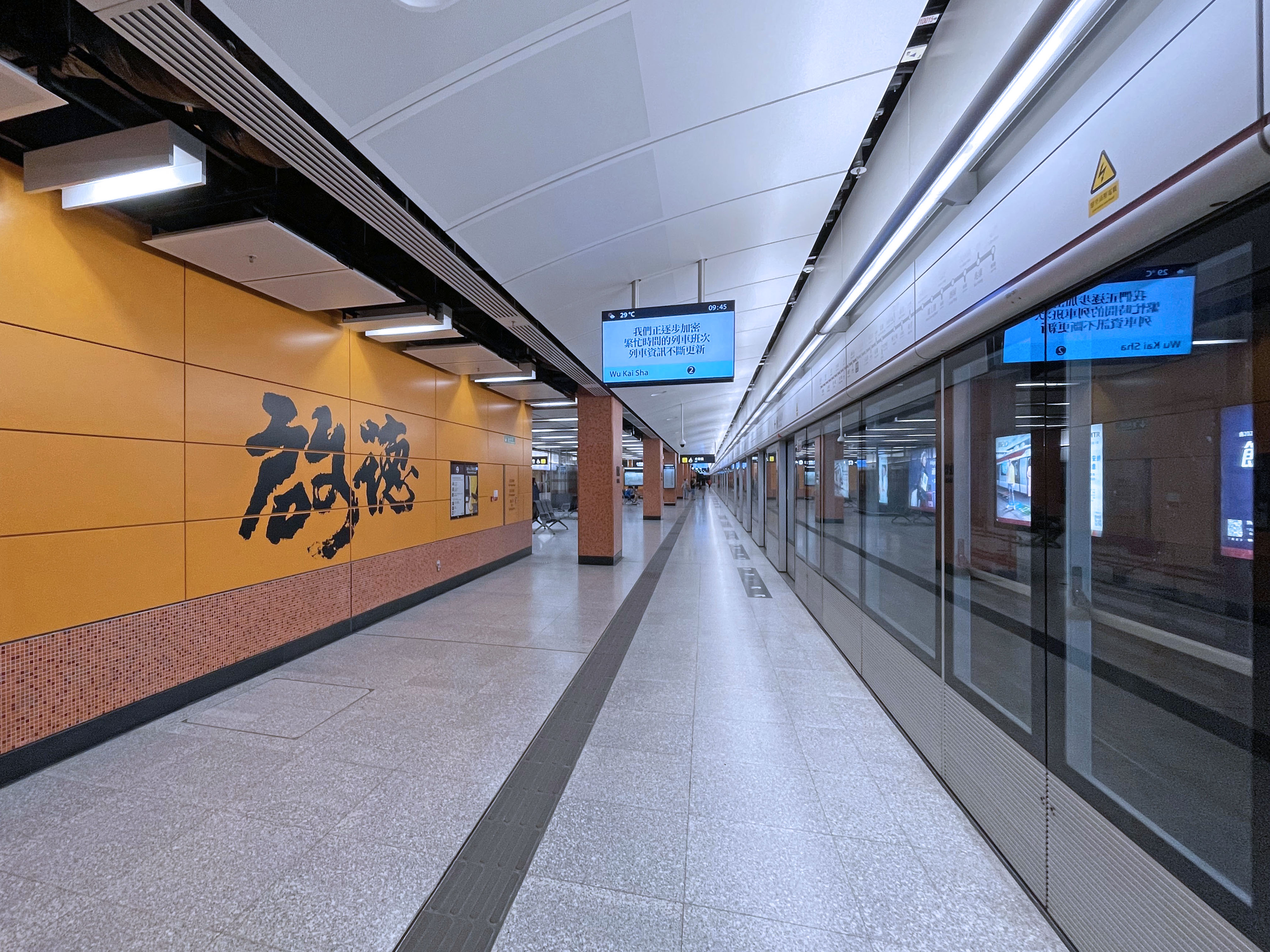
プラットホーム

島式ホーム1面2線の地下駅。出口は3ヶ所ある。

### 駅階層
| G 地面        | -                              | 出口                     |
| L1 コンコース | コンコース                     | サービスセンター、駅商店 |
| L2 ホーム     | 側線                           | 非旅客用                 |
| L2 ホーム     | ➊番線                          | ←■屯馬線 屯門方面        |
| L2 ホーム     | 島式ホーム、右側のドアが開く。 |                          |
| L2 ホーム     | ➋番線                          | ■屯馬線 烏渓沙方面→      |

### 出口
- A 啓晴邨（中国語版、広東語版）、徳朗邨（中国語版、広東語版）、啓朗苑（中国語版、広東語版）、天寰（中国語版）、啓徳1号（中国語版、広東語版）、啓业邨（中国語版、広東語版）、煥然壹居（中国語版、広東語版）、龍譽（中国語版）、宏天広場（中国語版）、啓徳車站広场（中国語版、広東語版）
- B 沐元街、Mikiki、越秀広場（広東語版）、雙子滙一期（崇光百貨）、友邦九龍金融中心（中国語版）、東啓徳体育館（中国語版、広東語版）、景泰苑（中国語版）、譽·港灣（中国語版、広東語版）、天主教伍華小学（中国語版）、天主教伍華中学（中国語版）
- C AIRSIDE（中国語版、広東語版）、工业貿易大樓（中国語版、広東語版）、稅務中心（中国語版）
- D 啓徳体育園、啓徳体艺館（広東語版）、啓徳主场館（中国語版、広東語版）、啓徳零售館（広東語版）、Oasis Kai Tak、The Henley（中国語版）、Henley Park、MONACO（中国語版）

## 駅周辺
- 啓晴邨（中国語版、広東語版）
- 晴朗商場（中国語版）
- 機電工程署總部大樓（中国語版、広東語版）
- 宏天広場（中国語版）
- 九龍湾公園
- 煥然壹居（中国語版、広東語版）
- 嘉匯（中国語版）
- 啓朗苑（中国語版）
- 啓徳1号（中国語版、広東語版）
- 麗晶花園（中国語版、広東語版）
- 徳朗邨（中国語版、広東語版）
- 天寰（中国語版）
- 保良局何壽南小学（中国語版）
- 聖公会聖十架小学（中国語版）
- 文理書院（九龍）（中国語版）
- 啓徳体育園
- 啓新道（中国語版、広東語版）
- Mikiki
- 越秀広場（広東語版）
- 工業貿易大樓（中国語版、広東語版）
- 友邦九龍金融中心（中国語版）
- 啓徳社区会堂
- 東啓徳体育館（中国語版、広東語版）
- 東啓徳遊楽場
- 景泰苑（中国語版）
- 采頤花園（中国語版、広東語版）
- 譽・港湾（中国語版、広東語版）
- 天主教伍華中学（中国語版）
- Oasis Kai Tak
- 龍譽（中国語版）
- 嘉峯滙
- AIRSIDE（中国語版、広東語版）

## 隣の駅
香港鉄路
■屯馬線
宋皇台駅 - 啓徳駅 - 鑽石山駅